# Disney Weekend
O Disney Weekend foi o primeiro canal da Disney no Brasil e era transmitido somente aos finais de semana pelas operadoras DirecTV e TVA. Foi o primeiro canal de televisão com programação exclusiva da Disney no Brasil. Na verdade essa experiência era um teste experimental para a implantação de uma versão brasileira do canal por assinatura estadunidense Disney Channel.
As estreias sempre eram exibidas na primeira semana do mês sendo reprisadas durante os outros fins de semana.
Dentre as produções exibidas estão Blossom, O Mundo é dos Jovens, Os Companheiros, Alladin, Carmem Sandiego, Os Ursinhos Gummy e outras produções dos Estúdios Disney. A programação do canal era formada por séries, desenhos animados e filmes. O canal entrava no ar apenas no final de semana (a programação se repetia durante todo mês). Abria sua programação às 18h das sextas-feiras e encerrava à meia-noite dos domingos.
O Disney Weekend saiu do ar no dia 1º de abril de 2001 para dar lugar ao Disney Channel, que estreou no dia 5 de abril com programação diária.